# فار منیجر
نرم‌افزار فار منیجر (انگلیسی: Far Manager؛ کوتاه‌شده File and ARchive Manager) مدیر پرونده تحت سیستم عامل ویندوز و لینوکس و مک است که فایل‌ها و بایگانی‌ها را می‌توان با آن مدیریت کرد و محیطی شبیه نرم‌افزار NC تحت DOS دارد با داشتن پلاگین‌ها مختلف قابلیت‌های زیادی را به کاربر می‌دهد. این برنامه به زبان ++C توسط یوجین روشال نوشته شد و بعد توسط گروهی با همین نام توسعه پیدا کرد.
این برنامه ویرایش‌گر قوی همراه با یک HEX Viewer مناسب دارد و قابلیت استفاده از کامند را نیز دارد و با استفاده از ماکروها و کلیدهای کاربردی می‌تواند محیط مناسبی را در اختیار کاربر قرار دهد. این برنامه برای نسخه تحت لینوکس در سال ۲۰۱۶ نیز منتقل شد.